# Bengt Swan
Bengt Swan (Swchwan), född 1673, död efter 1713, var en svensk målare.
Swan blev gesäll hos David von Krafft 1700 och erhöll samma år ett intyg som uppger att han arbetet flitigt och ordentligt. Med intyget kunde han utvandra till Reval, men 1711–1713 var han tillbaka i Stockholm för att bevaka en arvsprocess. Det finns få uppgifter om hans arbeten i Reval och Sverige men han är troligen upphovsman till porträttet av Johan Bergenhjelm som finns på Uppsala universitet.